# Beigne à l'ancienne
Le beigne à l'ancienne ou beigne au levain est une pâtisserie sucrée du Québec. La plus ancienne recette attestée se trouve dans le livre de 1840 La cuisinière canadienne.

## Description
De type donut, il se confectionne comme un beignet. Outre la farine le sucre, les œufs, le lait et le beurre, on y ajoute vanille et muscade.